# Roda de Genebra

Animação exibindo a Roda de Genebra em seis posições.

A Roda de Genebra ou cruz de Malta é uma engrenagem que transforma um movimento de rotação contínuo em uma rotação intermitente. A roda de transmissão possui um pino que, ao entrar num entalhe da roda que recebe o movimento, a faz avançar um passo. A roda motriz também possui um disco circular que se encaixa nas reentrâncias da receptora, travando-a durante o movimento, por etapas.

## Origens
O nome deriva do primitivo uso que se deu ao mecanismo em relógios suíços, sendo Genebra um dos mais importantes centros relojoeiros daquele país. A Roda de Genebra também é chamada de cruz de Malta pela semelhança visual com esta.
No arranjo mais comum, as rodas movidas têm quatro fendas e assim avançam em cada rotação uma etapa de 90 °. Se a roda movida possui n fendas, a roda possui um avanço em cada etapa 360°/n por rotação completa da roda motriz.
Como o mecanismo necessita de boa lubricação, comumente fica encerrado numa cápsula com óleo.

## Usos e aplicações
Uma das aplicações da roda de Genebra é em projetores de cinema, pois os filmes não são executados continuamente, mas avançam quadro a quadro, ficando cada quadro parado diante da lente cerca de 1/24 de segundo (se exposto duas vezes neste período, resulta numa frequência de 48Hz). Este movimento intermitente é obtido por meio de uma roda de Genebra. Os primeiros projetores usaram esta engrenagem por volta de 1896 com os aparelhos de Oskar Messter e Max Gliewe, e o chamado "Teatrógrafo" de Robert William Paul. Projetores mais antigos, incluindo o Thomas Armat, comercializado por Edison com o nome de Vitascope, usava o mecanismo batedor, inventado por Georges Demenÿ em 1893.
As rodas de Genebra foram invenção dos relojoeiros dos séculos XVII ou XVIII e seu objetivo era tolher o desenrolar da mola (ou corda) de modo a limitar a sua tensão.
Este mecanismo possui diversos usos, como nas impressoras plotter, aparelhos de amostragem automática, tabelas de indexação em linhas de montagem, trocadores de ferramentas em máquinas CNC, dentre outros.

## Roda de Genebra de rotação interna

Roda de Genebra de rotação interna. Clique na imagem para ver a animação.

A roda de Genebra de rotação interna é uma variante da original. Neste caso o tempo de rotação e de parada é invertido com o mecanismo de rotação externa: com este projeto a roda motriz imprime um tempo de giro maior, pois o encaixe na fenda permanece em giro sempre superior a 180°.
O mecanismo externo é mais comum, além de poder ser construído em escala menor e, ainda, suportar maiores tensões mecânicas.